# はてしない物語
『はてしない物語』（はてしないものがたり、Die unendliche Geschichte）は、ドイツの作家ミヒャエル・エンデによる、児童向けファンタジー小説である。1979年刊。

## 概要
前後半に分かれる2部構成。前半では主人公の少年・バスチアン（Bastian）がひょんなことから手にした本『はてしない物語』に描かれた世界「ファンタージエン」の崩壊を救い、後半ではバスチアン自身が「ファンタージエン」の世界に入り込み、そこでの旅を通じて本当の自分を探す。物語の本筋から反れた際に「これは別の物語、いつかまた、別のときにはなすことにしよう」という言葉で、本筋に戻ることが特徴。また、主に前半部分においては、バスチアンのいる現実世界ともう一人の主人公アトレーユが旅をする本の世界（ファンタージエン）の2つの世界を並行して描いており、現実世界でのストーリーは赤茶色の文字、ファンタージエンでのストーリーは緑色の文字で印刷されている（詳細後述）。
作者のエンデは、本書は「発展小説（教養小説、自己形成小説）であり、個性化の物語」であると述べている。

## あらすじ

### 前半
読書と空想が好きなバスチアン・バルタザール・ブックスは肥満体型やX脚、運動音痴を理由に学校のクラスメートからいじめを受けていた。また、母親を亡くしたことをきっかけに父親との間にも溝が出来てしまい、居場所を失っていた。
ある日、いじめっ子に追い回されたバスチアンはカール・コンラート・コレアンダーが経営する古本屋に逃げ込んだ。バスチアンはそこで、『はてしない物語』という風変わりな本を目にし興味を抱く。その本はあかがね色の布で装丁され、表紙には互いの尾を嚙み楕円状に繋がる二匹の蛇が描かれていた。お金を持っていなかったバスチアンはコレアンダーの目を盗んで本を店から盗み出し、忍び込んだ学校の物置で読み始めるのだった。
本の世界では、幼ごころの君が支配する国「ファンタージエン」が「虚無」の拡大によって崩壊の危機に晒されていた。病に倒れた幼ごころの君と「ファンタージエン」を救うための方法を探す使者に指名された緑の肌族の少年・アトレーユは、女王の名代として「アウリン」を授けられ、「救い主」を求めて大いなる探索の旅に出る。
冒険を重ね、幸いの竜フッフールなどとの出会いや数々の試練を経て、「救い主」が人間のバスチアンであることに気づくアトレーユであったが、奮闘虚しく「ファンタージエン」は崩壊する。幼ごころの君は最後の手段としてさすらい山の古老のもとを訪れる。さすらい山の古老は「ファンタージエン」を取り巻く全ての出来事を本に記しており、幼ごころの君は山の古老に、ファンタージエンにバスチアンを引き込むために、彼がこの本を読んでいることを書くよう命じる。ここから物語の内容は現実と本の世界が交錯し、バスチアンは幼ごころの君に「月の子（モンデンキント）」という新たな名前を授け、本の世界に引き込まれる。

### 後半
バスチアンの名づけで再建した新たな「ファンタージエン」は、彼の望みと名付けによって新しい世界を形作っていった。バスチアンは真っ暗な世界に幼ごころの君と二人きりでおり、たった一つ残された種子は彼の望みに応じて見事な森になり、森に名を付ける。幼ごころの君にうながされその瞳をのぞき込むと、いつのまにかバスチアンは美少年になっており、女王の名代のしるしであるアウリンを首にかけていた。アウリンには「汝の欲することをなせ」と刻まれており、バスチアンは元々の自分の容姿の事を忘れてしまった。幼ごころの君はいなくなっており、バスチアンは旅立つ。
森はバスチアンの思いに応じて美しい砂漠になり、砂漠を歩くうちに強い意志に目覚め、かつての意志が弱かった自分の事を忘れてしまう。ここで出会ったライオンのグラオーグラマーンを従える。しばらく過ごすうちに、グラオーグラマーンに、いつまでもここに留まってはならず、自身の物語を体験しなければならないと言われる。そのために「千の扉の寺」を通り抜けねばならないが、それには「本当の望み」が必要なのだという。そして、アウリンに刻まれた「汝の欲することをなせ」とは、したいことを何でもしていいという意味ではなく、それはバスチアン自身の深い秘密であり、いくつもの望みの道を辿ることで、自分が真に欲すること、真の意志へとたどり着くのだと語る。それほどむずかしくなさそうだと言うバスチアンに、グラオーグラマーンは「これはあらゆる道の中で、一番危険な道」だと諭す。バスチアンは勇気を手に入れ、かつて臆病だった記憶がなくなった。人に感嘆され名声を得たいと思うようになると、「千の扉の寺」の扉が現れ、バスチアンはグラオーグラマーンの元を去った。
バスチアンはアトレーユやフッフールに会いたいと願い、「千の扉の寺」を通りぬけることができ、４人の勇士と美しい姫に出会い、共に銀の都アマルガントに行く。そこではファンタージエンを救ってくれた「救い主」を探す捜索隊のメンバーを決めるための競技大会が行われており、主催者にはバスチアンを見たことがあるアトレーユがいた。競技会で活躍するバスチアンを見て、アトレーユは、容姿こそ違うが、彼が救い主であることに気が付く。バスチアンとアトレーユは、友を見つけた幸せに浸った。バスチアンはアトレーユから無条件に尊敬されたくなり、自分が物語を語れることを思い出し、銀の都アマルガントの由来を想像し語った。都の由来は過去の事のはずだが、バスチアンが語った通りであった。
アトレーユは、今度はバスチアンが帰り道を見つけるのを手伝うと申し出、二人は旅立ったが、バスチアンは帰ることを望んでおらず、善意と無私の人として有名になりたいと思うようになる。アトレーユはバスチアンと話すうちに、彼が元の世界の記憶を失っており、アウリンは人間が持つと特別な力を与えるが、引き換えに記憶を奪うことに気が付く。バスチアンは、自らの物語りで生まれた、アマルガントの美しい銀細工の建物を作る哀れな芋虫アッハライに出会って同情し、笑いと楽しみばかりの綺麗な蝶になるよう物語る。翌朝芋虫たちは孵化したが、奇怪な道化蛾シュラムッフェンとなり、銀細工の建物を壊そうとし、バカ騒ぎをしながら飛び去って行き、バスチアンは自身の善意の行いが良い事なのか混乱する。
アトレーユは記憶を失っていくバスチアンを案じるが、バスチアンはファンタージエンから追い出そうとしているように感じ、二人の関係はギクシャクしていった。バスチアンが望むことを止めたため、一行は不思議と前に進めなくなってしまう。バスチアンは幼ごころの君に会いたいと思い、エルフェンバイン塔に行こうとするが、アトレーユに幼ごころの君に会えるのは一度きりで、もう会えないと言われる。バスチアンの物語りを求める者たちが次々集まり、一行の数は増えていった。
バスチアンは、アトレーユとフッフールが自分を子どものように扱っていると感じ、不満を覚えていた。不気味な食肉蘭の森で女魔術師サイーデに出会い、彼女はバスチアンの奴隷になると誓い、一行に加わった。アトレーユとフッフールはサイーデを疑い、バスチアンはそんな二人に激高し「もう顔も見たくない」と怒鳴り、現実世界で子どもだった記憶を失った。アトレーユとフッフールはバスチアンと離れ、一行の番後ろについて来るようになる。
エルフェンバイン塔に着くと、幼心の君はいないと告げられる。がっかりしたバスチアンは、アトレーユとフッフールへの懐かしさを感じ、サイーデにもらった姿を隠す帯を付けて二人を見に行くと、もうアウリンを盗むしかないと話しているのを聞いてしまう。バスチアンはアウリンを盗みに入ったアトレーユを捕えさせ、二人を追放した。
サイーデはバスチアンに王位に着くよう唆し、バスチアンは戴冠を決意。豪華絢爛な即位式を行うが、アトレーユはバスチアンを助けるために反乱軍を率いて即位式に攻め入り、激しい戦闘が行われ、多くの被害が出たが、反乱軍が勝利した。バスチアンは剣でアトレーユを刺し、フッフールはアトレーユを連れて飛び去った。それを見た反乱軍は逃げはじめ、バスチアンは悪夢のように感じると同時に獰猛な勝利感に酔い、猛りアトレーユを追った。
アトレーユを追うバスチアンに皆付いて行けず、脱落していき、バスチアンはひとり、狂的な人々ばかりの盆地にたどり着いた。この町の監視人の猿は、ここはファンタージエンの帝王か、帝王になろうとして記憶を使い果たし、元の世界に帰れなくなった人々が住む「元帝王たちの都」だと言い、バスチアンに残された望みはあと数個だろうと忠告した。バスチアンは、即位すれば自分はここに来ていたはずで、アトレーユに助けられたのだと悟る。
バスチアンは船乗りの町にたどり着き、向こう岸に渡るために、船乗りの「イスカールナリ（いっしょ人）」に加わった。イスカールナリの人々は個がなく全体で一つであり、彼らと協働して船を動かすうちに満たされるものもあったが、個として、欠点のある自分自身として、ありのまま愛されたいと願うようになる。
向こう岸はばらの森で、そこには不思議な変化する家があり、アイゥオーラおばさまという頭に果物を実らせた植物のような女性がいた。彼女はバスチアンのこれまでの道のりを語り、真の意志が何なのかわかるまでここにいるのだと告げる。彼女に亡き母を感じ、彼女に実る果物を食べ、幼子のように守られ穏やかに過ごすうちに、あふれんばかりに与えられ、長い間の酷い飢餓感が癒えたと感じ、自分を愛することができるようになりたいという、それまでのものとは別種の望みを徐々に自覚していった。間違ったことをしたと省みるバスチアンに、アイゥオーラおばさまは、ファンタージエンの境にある「生命の水の湧きでる泉」を見つければ帰れると告げた。バスチアンが望みを告げると彼女は喜び、それこそがバスチアンの最後の望み、真の意志であり、生命の水を飲めばできると言う。バスチアンは父母のことを忘れ、残された記憶は自分の名前だけになった。
バスチアンは人間の忘れられた夢が堆積した「ミンロウド抗」にたどり着き、盲目の抗夫ヨルに、記憶をなくした人間が生命の水を飲むには、愛する誰かの夢の絵を採掘しなければならないと説明される。長い採掘の日々の末に、透明な氷の塊に閉じ込められた父の絵を見つけ、父だと分からないながら慕わしさを感じ、最後の記憶である自分の名前を忘れた。しかし、バスチアンの善意で変えられた道化蛾シュラムッフェンが現れて騒ぎ立て、絵は粉々になってしまう。最後の望みを失い絶望するバスチアンの前に、アトレーユとフッフールが現れた。
アトレーユとバスチアンは静かに相対し、バスチアンは自らの意志でアウリンを外した。するとドームが現れ、そこにはアウリンに刻まれた巨大な二匹の蛇がおり、生命の水を守っていた。バスチアンは泉に名を尋ねられたが答えることができず、泉は記憶のないものは通さないと言うが、アトレーユがバスチアンの名を叫び、友である自分が証人になるという。バスチアンが黒い蛇の門を通ると、幼心の君に与えられたすべてを失い、元の少年の姿に戻る。生命の水に飛び込み、水を飲むと、生きる悦び、自分自身であることの悦びに満ちあふれ、悦びとは愛するという悦びなのだと思い、後に自分の世界に戻ってもこの悦びが消えることはなかった。全ての記憶がよみがえり、父にこの水を持って行ってあげたいと思うが、白い蛇は、帰るにはファンタージエンで始めたすべての物語に結末をつけなければならないという。それは無理だと嘆くバスチアンに、アトレーユとフッフールは、自分たちがそれをすると言い、バスチアンは二人の友情に深く感謝し、元の世界に戻った。
現実世界に戻ると1日経っており、心配する父にファンタージエンでの体験を語り、父はバスチアンの変化に驚き、感化され、冷たかった息子への態度は変化する。バスチアンは父と古書店に本を返しに行き、店主のコレアンダーに盗んだことを謝罪すると、彼は自分もかつてのファンタージエンに行ったことを明かし、幼心の君には、新しい名を差し上げればまた何度でも会えるのだと語った。

## 「汝の欲することをなせ」の由来
物語のキーアイテムであるアウリンに刻まれた「汝の欲することをなせ」（Tu, was du willst!）は、魔術師アレイスター・クロウリー（1875年-1947年）が創った新宗教セレマの教会英語「Do what thou wilt」に由来するもので、これはフランソワ・ラブレー（1483年頃-1553年）、さらにアウグスティヌス（354年-430年）にまで遡り得る。

## 登場人物

### 主な登場人物
バスチアン・バルタザール・ブックス（Bastian Balthazar Bux）
主人公。現実世界に住む、小太りで運動音痴な少年。一度留年をして、いつもいじめに遭っている。イニシャルはBBB。
本を読んだり、物語を作るのが好き。ファンタージエンでは東方の王子のような美少年になる。
アトレーユ（Atréju）
緑の肌族の少年。物語前半の主人公。「ファンタージエン」の危機を医師カイロンに告げられ、「救い主」を求めて大いなる探索の旅に出る。
幸いの竜フッフール（Glücksdrache Fuchur）
真珠貝色の鱗を持つ、東洋の龍のような姿の竜。常に希望と幸福と共にあり、青銅の鐘のような声を持つ。
幼ごころの君（Die Kindliche Kaiserin）
「ファンタージエン」の女王。「望みを統べたもう金の瞳の君」とも呼ばれている。

### 現実世界の人物
カール・コンラート・コレアンダー（Karl Konrad Koreander）
古本屋の店主。イニシャルはKKK。「本を汚すから」と子供を嫌っている。
かつてバスチアンとは別の方法でファンタージエンに行き、幼ごころの君に名前を与えたという過去を持つ。
バスチアンの父（Bastians Vater）
歯科技工士。妻が死んでからバスチアンに対して無関心になり、落第にすら何も言わなくなってしまった。エンデは、「自分の人生を克服できない孤独な男」と述べており、彼はバスチアンによって物語の最後、孤独から救われる。
バスチアンの母
物語前に既に他界している。彼女が死亡してからバスチアンの家庭が暗くなってしまった。

### 「ファンタージエン」の住民

#### 前半での登場人物
ブルッブ（Blubb）／ユックユック（Ückück）／ヴシュヴーズル（Wúschwusul）／ピョルンラハツァルク（Pjörnrachzarck）
「ファンタージエン」の危機を幼ごころの君に伝えに行く使節たち。順に、鬼火・豆小人・夜魔・岩喰い男。
カイロン（Caíron）
ケンタウロス。名高い医術の達人。幼ごころの君からアウリンを預かり、アトレーユに届ける。
アルタクス（Artax）
アトレーユの馬。
太古の媼モーラ（Morla, die Uralte）
「ファンタージエン」のあらゆる生き物よりも年をとった生き物。「憂いの沼」に生息している。
群集者イグラムール（Ygramul, die Viele）
死の山脈にある奈落の裂け目に棲む無数の虫。群れて様々な姿をとる。1時間で死ぬ代わりに「ファンタージエン」国のどこでも望む所に瞬時に行けるようになる毒を持つ。
南のお告げ所のウユララ（Uyulála, das südliche Orakel）
「静寂の声」とも呼ばれる。声だけの存在であり、語りかける時は韻を踏んで詩にしなければならない。
エンギウック（Engywuck）／ウーグル（Urgl）
地霊小人の夫婦。夫のエンギウックはウユララについての研究をしており。妻のウーグルは薬草を扱うのが得意。
リル（Lirr）／バウレオ（Baureo）／シルク（Schirk）／マエストリル（Mayestril）
それぞれ北・東・南・西を勢力範囲とする、大風坊主。
グモルク（Gmork）
人狼。自分の世界を持たない者であり、「ファンタージエン」を破滅させようとする者に仕えていた。大いなる探索の旅に出たアトレーユを追跡する。
さすらい山の古老（Der Alte vom Wandernden Berge）
「ファンタージエン」のありとあらゆる事柄をあかがね色の本に記録する老人。幼ごころの君と対となる存在とされる。

#### 後半での登場人物
色のある死グラオーグラマーン（Graógramán, der Bunte Tod）
色の砂漠ゴアプの王。夜になると石になり、朝になると甦るライオン。ゴアプの色に合わせて体の色が変化する。
イハ（Jicha）
牝ラバ。バスチアンのお手馬となる。走るのは遅いが乗り心地が良い。また、ある種の直感に優れている。
勇士ヒンレック（Held Hynreck）／オグラマール姫（Prinzessin Oglámar）
バスチアンがファンタージエンで初めて出会った人たち。姫は「すべての者を打ち負かした勇士でなければ結婚しない」という誓いを立てており、ヒンレックはその姫に恋心を抱いている。
ヒクリオン（Hýkrion）／ヒスバルト（Hýsbald）／ヒドルン（Hýdorn）
三人の騎士。ヒクリオンは黒い口ひげを生やした強力の持ち主、ヒスバルトは赤毛で華奢な迅速の持ち主、ヒドルンは背が高く痩せ形で粘りや持久力に長けている。バスチアンの親衛隊となる。
銀翁ケルコバート（Silbergreis Quérquobad）
銀の都アマルガントの長老。
アッハライ（Acharai）
種族名。「ファンタージエン」中で最も醜い生き物。その身の醜さを嘆いて絶えず涙を流しているので、「常泣虫（とこなきむし）」とも呼ばれている。
シュラムッフェン（Schlamuffen）
種族名。派手な色をした、常にふざけている生き物。「道化蛾」とも呼ばれる。
イルアン（Illuán）
青い魔鬼。
サイーデ（Xayíde）
「ファンタージエン」の中で最も邪悪な女魔術師。その意思の力で黒甲冑を動かすことができる。「アウリン」によって我を忘れたバスチアンを唆した。
予感の母ウシュトゥー（Uschtu, die Mutter der Ahnung）／観照の父シルクリー（Schirkrie, der Vater der Schau）／怜悧の息子イージプー（Jisipu, der Sohn der Klugheit）
星僧院の院長、沈思黙考師の三人。体つきは人間であるが、それぞれフクロウ、鷲、狐の頭を持っている。
アーガックス（Argax）
小さな灰色の猿。元帝王たちの管理者で、房の付いた黒い博士帽を被っている。飄々とした皮肉屋。
イスカールナリ（Yskálnari）
イスカールに住む人のことで、「いっしょ人」という意味をもつ。
アイゥオーラおばさま（Dame Aiuóla）
「変わる家」に住む。果物のなどの植物をまとった慈しみ深い女性。
ヨル（Yor）
盲目の鉱夫。闇の中でのみ盲目ではなくなるらしい。絵の採掘場ミンロウド坑から人間世界の忘れられた夢を採掘している。

## 道具
『はてしない物語』（Die unendliche Geschichte）
バスチアンがコレアンダーの古本屋から盗み出した本。表紙はあかがね色の絹で装丁され、互いに相手の尾を咬んで楕円になった明暗二匹の蛇の文様があしらわれている。
アウリン（AURYN）
幼ごころの君の名代となる印。「おひかり」「宝のメダル」とも呼ばれる。
明暗二匹の蛇が互いに相手の尾を咬んで楕円になった形状（ウロボロス）をしており、裏側には「汝の欲することを成せ」という言葉が刻印されている。記憶が消えていく代わりに、授けられた者の願いを叶えることができる。
シカンダ（Sikánda）
「ファンタージエン」において最も強力な魔法の剣。ひとりでに手の中に飛び込んでくる時のみ使用が可能で、成すべきことを自らの力で成すが、所有者の意思で鞘から抜くと、所有者自身と「ファンタージエン」に大きな災いがもたらされるという。
「ファンタージエン」に入り込んだバスチアンが所有していたが、アトレーユとの戦いにおいてバスチアンの意思で引き抜かれてしまう。
アル・ツァヒール（Al'Tsahir）
透明なガラスのように見える石。ある扉を封印していて、その名を唱えることで石が光を取り戻すと共に、扉の封印が解ける。
また、封印を解いたものがもう一度終わりから始めへとその名を唱えると、百年分の光を一瞬のうちに放つという。
ゲマルの帯（Der Gürtel Gémmal）
ガラスでできた、姿を見えなくする帯。サイーデがバスチアンに寄贈した。

## エピソード
父親が著名な画家だったエンデは自身も絵を描いており、本の装丁にもこだわりを持っていた。17年にわたりエンデの編集者を務めたローマン・ホッケは「エンデは、この本を『魔法の本』と言っていました。だから装丁も、中に独立した世界があるような、特別なものでなければならない、と」と語っており、出版された本はその言葉通り表紙に二匹の蛇が描かれた布張りの本として装丁され、物語に入り込む入り口としての装置となった。読者は自身が手にした本が、作中でバスチアンが読んでいるものと同じものであると悟り、主人公と一体化していくのである。
岩波書店発行の日本語版ハードカバーでも、本の中に登場する『はてしない物語』と同じく、ハードケースを外した中の書籍本体の装丁はあかがね色の布張りとなっており、二匹の蛇が互いの尾を咬んで楕円になった「アウリン」の文様があしらわれている。さらに、本文も原語版同様に現実世界の部分をあかがね色、「ファンタージエン」の部分を緑色と刷り分けている。岩波書店は出版・装丁にあたり布を特注、そのため価格は税込みで3千円を超える。岩波少年文庫として文庫化された際には、上下巻の2分冊となり、文字色は黒色の1色刷りで、「ファンタージエン」の部分は本文の上部に装飾を施す形で表現されている。

## 日本語訳版
- 『はてしない物語』 上田真而子、佐藤真理子訳、岩波書店、1982年
- 『はてしない物語』上下2巻、上田真而子、佐藤真理子訳、岩波書店、岩波少年文庫、2000年

## 派生作品

### 映画
『ネバーエンディング・ストーリー』として映画化され、シリーズにもなった。しかし、シリーズ第1作のラストはエンデの意図に沿っておらず、エンデは訴訟を起こした。エンデは1990年12月のインタビューで、映画と小説は本質的に異なるものになっており、この2本の映画では「度胸試しというアメリカの紋切り型」に還元されており、「ファンタージエンでの滞在は、試練の問題ではない」と批判している。
エンデによると、映画化の契約には「複数の部」と書いてあり、ひとつの映画が2部構成で作られると理解していたが、法的には異なっており、2年ごとに続編を製作することができる、という意味だったのだという。
3作目 は原作のストーリーとはほとんど関係がない。

### テレビドラマ
2001年にカナダ・ドイツで制作され、日本で放送された海外ドラマ。原題『Tales from the Neverending Story』  、邦題『ネバーエンディング・ストーリー 遥かなる冒険』。全13話制作されたが、日本では6時間に渡る前後編形式のテレビ映画としてDVD化された。
概要
やや改変気味ではあるが、前半は原作に忠実にしようとしていた作品である。ゲームボーイ好きの少年バスチアンは本屋の老人に無理矢理本を薦められ、ネバーエンディングストーリーの物語を読み始める。本の中の主人公アトレイユは最初こそ真面目に冒険をし女王を救う任務を果たすのだが、ここからテコ入れが入り始める。
バスチアンとアトレイユの接点は繋がる事もなく恋愛にしか関心がない様子。しかし現実の世界に飛び出したアトレイユはスケボーでバスチアンの前に現れ、ここから物語が動き出すかと思われたが打ち切りになった。
変更点
- バスチアン - ゲーム好きな現代人に。恋愛やラップに関心がある等映画版パート3の性格に近い。
- アトレイユ - バスチアンの親友だが、フライガールとの恋愛の方に関心が移っている普通の高校生風の青年に。
- 幼心の君とザイーデ - 姉妹と言う設定に。出番が増えてお互い気さくに。
- ファルコン - 幸運を呼ぶアトレイユのパートナーだったが、今回は牢屋の中に隔離されている。またアトレイユもフライガールの戦闘機を愛用しているためファルコンに乗るのはラストのみである。
- コレアンダー - 映画版パート3からの設定流用でファンタージエンと現実世界の両方に住んでいる。
- 学友の存在 - 苛められっ子と言う設定は消え、学友達とのラブコメが後半の物語の骨格になる。

スタッフ
- 監督 - アダム・ワイズマン、ジャイルズ・ウォーカー
- 脚本 - レイラ・ベーセン、カリン・ハワード、デヴィット・プレストン
- 製作 - スティーブン・へウィット
- 撮影 - ダニエル・ヴィレニューブ

キャスト
- バスチアン・バックス - マーク・レンドール（吹替 - 津村まこと）
- アトレーユ - テイラー・ハインズ（浪川大輔）
- 幼ごころの君（女王）、月の子 - オードリー・ガーディナー（高橋理恵子）
- ザイーデ - ヴィクトリア・サンチェス（本田貴子）
- コレアンダー - ジョン・ダンヒル（青野武）
- マイケル・バックス - ノエル・バートン（石破義人）
- ローラ・バックス - ジェーン・ウィーラー（岡本章子）
- フライ・ガール - ステファニー・バクストン（川上とも子）
- グモルク、ブランク先生 - エドワード・ヤンキー（中田和宏）
- イタチ - サイモン・ビーコック（水島裕）
- ファロン - ブリタニー・ドリスデル（笠井律子）
- コナー - ジョニー・グリフィン（岡野浩介）
- エイプリル - エマ・キャンベル（唐沢潤）

サブタイトル
1. 「Heart of Stone」
2. 「The Nothing」
3. 「The Luckdragon」
4. 「Deleting Mr. Blank」
5. 「The Gift of the Name」
6. 「Home Sweet Home」
7. 「The Sceptre」
8. 「The Luck Stops Here」
9. 「Badge of Courage」
10. 「Deus Ex Machina」
11. 「Stairway to Heaven」
12. 「he Visitor」
13. 「The Resurrection」

### シェアワールド
『はてしない物語』をシェアワールド化した小説群『ファンタージエン』がある。